# Рудник Артем Юрійович
Арте́м Ю́рійович Ру́дник (12 вересня 1989 — 27 липня 2014) — солдат Збройних сил України, учасник російсько-української війни.

## Життєвий шлях
Народився 1989 року в місті Чернігів. Закінчив 2004 року чернігівську ЗОШ № 17, 2007-го — Чернігівський професійний ліцей залізничного транспорту, здобув спеціальності штукатура, лицювальника-плиточника, маляра. Працював електрозварювальником.
У часі війни мобілізований у березні 2014-го, не переховувався, молодший сержант, 41-й батальйон територіальної оборони «Чернігів-2».
27 липня 2014-го загинув на блокпосту під Новоіванівкою Попаснянського району, за пів години до загибелі встигнувши подзвонити дружині. Побратими удові повідомили, що Артем загинув від пострілу снайпера в голову.
Похований у місті Чернігів.

На час смерті Артема його дружина була на шостому місяці вагітності, виховуючи доньку Анастасію. Згодом народився син Олександр. Через забюрократизованість удова Артема Оксана була змушена понад рік судитися з Міноборони, клерки якого стверджували, що Артем — самогубця.

## Вшанування
- У навчальному закладі, який закінчив Артем, встановлено меморіальну дошку його честі
- Портрет Артема розміщено на меморіалі «Стіна пам'яті полеглих за Україну» в Києві; секція 2, ряд 5, місце 9
- 16 грудня 2016 року на фасаді Чернігівського професійного ліцею залізничного транспорту встановили меморіальну дошку випускникам закладу, серед них Артем Рудник[1].